# José Van Zandijcke
José Van Zandijcke est un supercentenaire franco-belge, né le 5 juin 1912 à Anvers (Belgique) et décédé à Marseille (France) le 28 décembre 2022, qui fut pendant six mois le doyen masculin des français,,.

## Biographie
José Van Zandijcke est né le 5 juin 1912 à Anvers, en Belgique, et émigre en France avec ses parents en 1914, puis est naturalisé français en 1925. En 1935, il est admissible au concours d’élève officier de réserve artillerie et est nommé sous lieutenant de réserve le 7 avril 1936 et affecté à Nice. Il épouse Nivès Negri le 23 avril 1938, lui est aconier et elle sténodactylo. Durant la seconde guerre mondiale, il entre dans la résistance et sera homologué "forces française combattantes". Le couple aura trois enfants, dont Pierre né en 1941 et Georges né en 1947. En 1966, il travaillait comme directeur des opérations pour la société Intramar et résidait à Marseille. 
Il devient veuf en 2013, à l'âge de 100 ans, après 75 ans de mariage avec son épouse.

### Longévité
José Van Zandijcke est devenu l'homme le plus âgé né en Belgique après le décès de Sylvain Vallée, le 25 juillet 2021. Un an plus tard, il devient le doyen masculin des Français à la suite du décès d'André Boite. José Van Zandijcke décède le 28 décembre 2022, à l'âge de 110 ans et 206 jours. André Ludwig lui succède comme doyen masculin des français et Jaak Broekx en tant qu'homme le plus âgé né en Belgique. Cependant, il fut par la suite établit que José Van Zandijcke n'était en réalité que le vice-doyen des français derrière Georges Thomas dont l'existence fut révélé à titre posthume.
Son identité est restée anonyme jusqu'à son décès et n'est révélée que posthumement. 